# Capitale européenne de la jeunesse
Pour les articles homonymes, voir Capitale européenne.
Le titre de capitale européenne de la jeunesse est transmis chaque année à une ville européenne différente, pour une période d'un an. C'est une occasion pour la ville choisie de montrer la vie et le développement social, économique et culturel liés à la jeunesse.
Ce titre est une initiative du Forum européen de la jeunesse.

## Buts
L’initiative vise à promouvoir les échanges entre jeunes au sein de l’Europe. L’un des principaux objectifs du programme est d’améliorer durablement la qualité de vie des jeunes dans les villes récompensées, au-delà de l’année de la désignation.
Les jeunes sont encouragés à participer activement à la planification et à la réalisation des événements organisés dans le cadre de cette distinction. Le programme cherche également à favoriser leur engagement dans la société afin de contribuer à un avenir meilleur. Par ailleurs, les villes bénéficient souvent d’une augmentation du tourisme et d’une meilleure reconnaissance internationale.

## Capitales choisies
Depuis sa création en 2009, quinze villes ont été choisies,:
| Année | Pays        | Ville         |
| ----- | ----------- | ------------- |
| 2009  | Pays-Bas    | Rotterdam     |
| 2010  | Italie      | Turin         |
| 2011  | Belgique    | Anvers        |
| 2012  | Portugal    | Braga         |
| 2013  | Slovénie    | Maribor       |
| 2014  | Grèce       | Thessalonique |
| 2015  | Roumanie    | Cluj-Napoca   |
| 2016  | Azerbaïdjan | Gandja        |
| 2017  | Bulgarie    | Varna         |
| 2018  | Portugal    | Cascais       |
| 2019  | Serbie      | Novi Sad      |
| 2020  | France      | Amiens        |
| 2021  | Lituanie    | Klaipėda      |
| 2022  | Albanie     | Tirana        |
| 2023  | Pologne     | Lublin        |
| 2024  | Belgique    | Gand          |
| 2025  | Ukraine     | Lviv          |
| 2026  | Norvège     | Tromsø        |

### Galerie

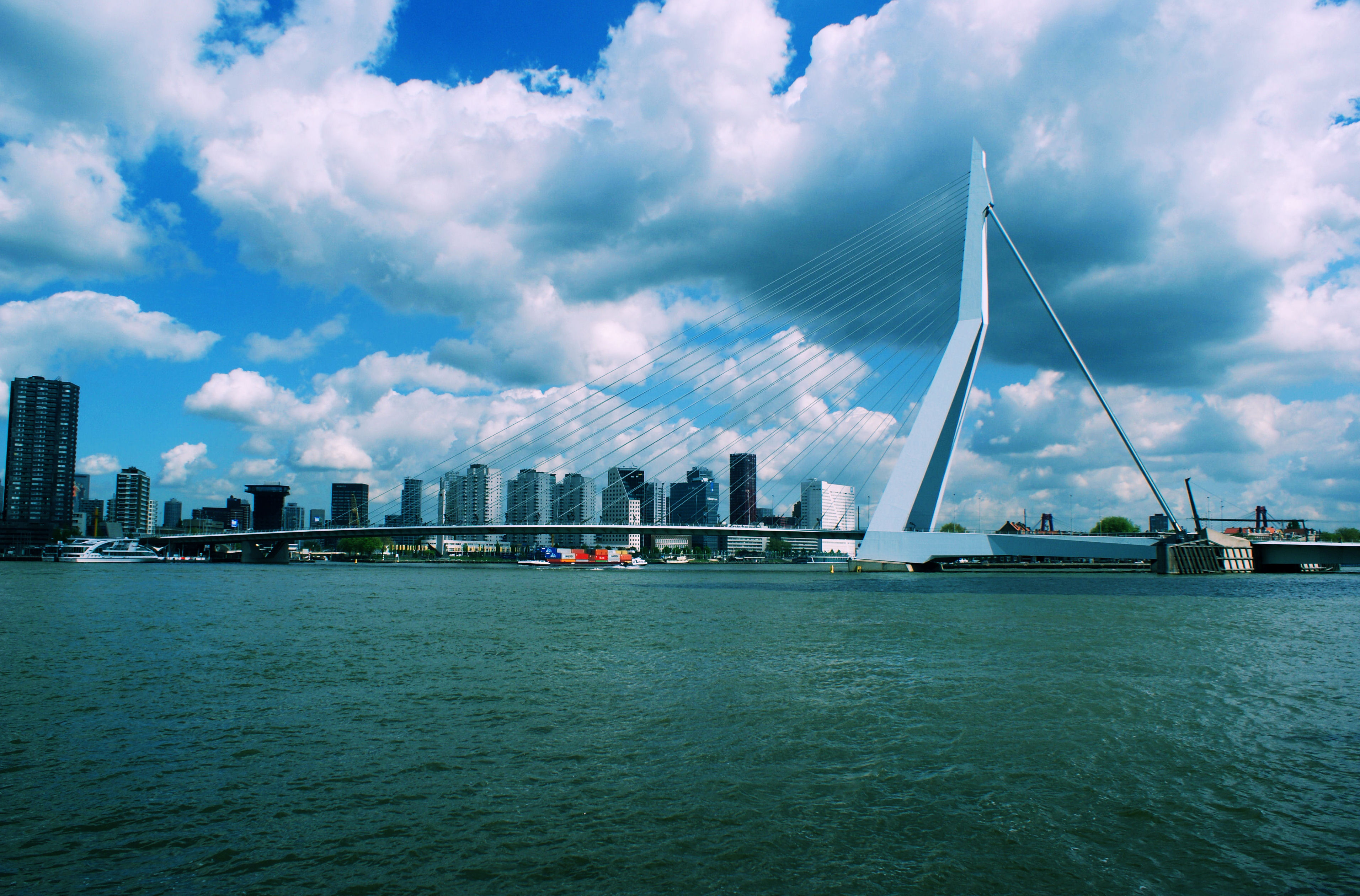
Rotterdam , capitale européenne de la jeunesse 2009 pour les Pays-Bas.
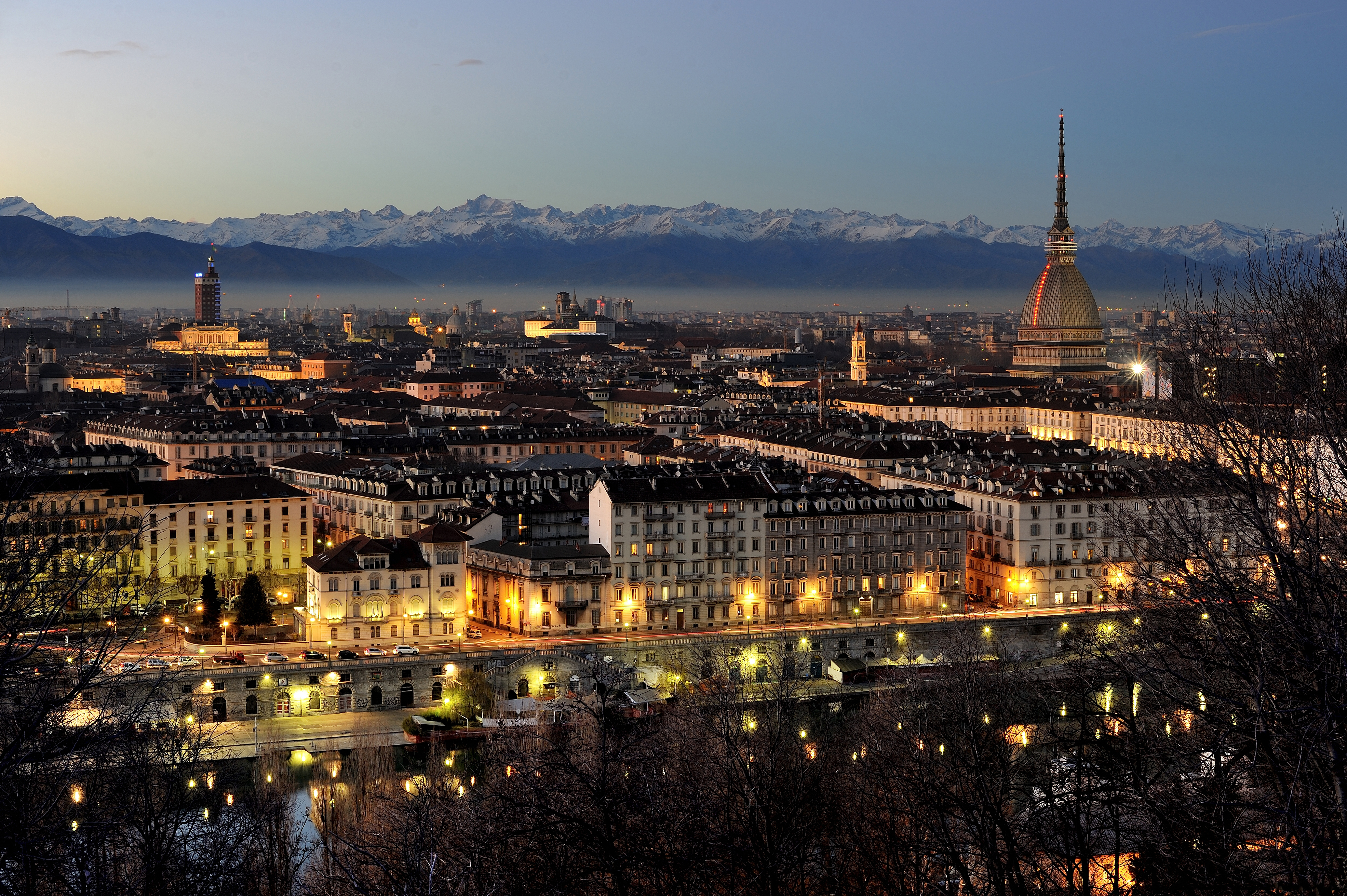
Turin , capitale européenne de la jeunesse 2010 pour l'Italie.
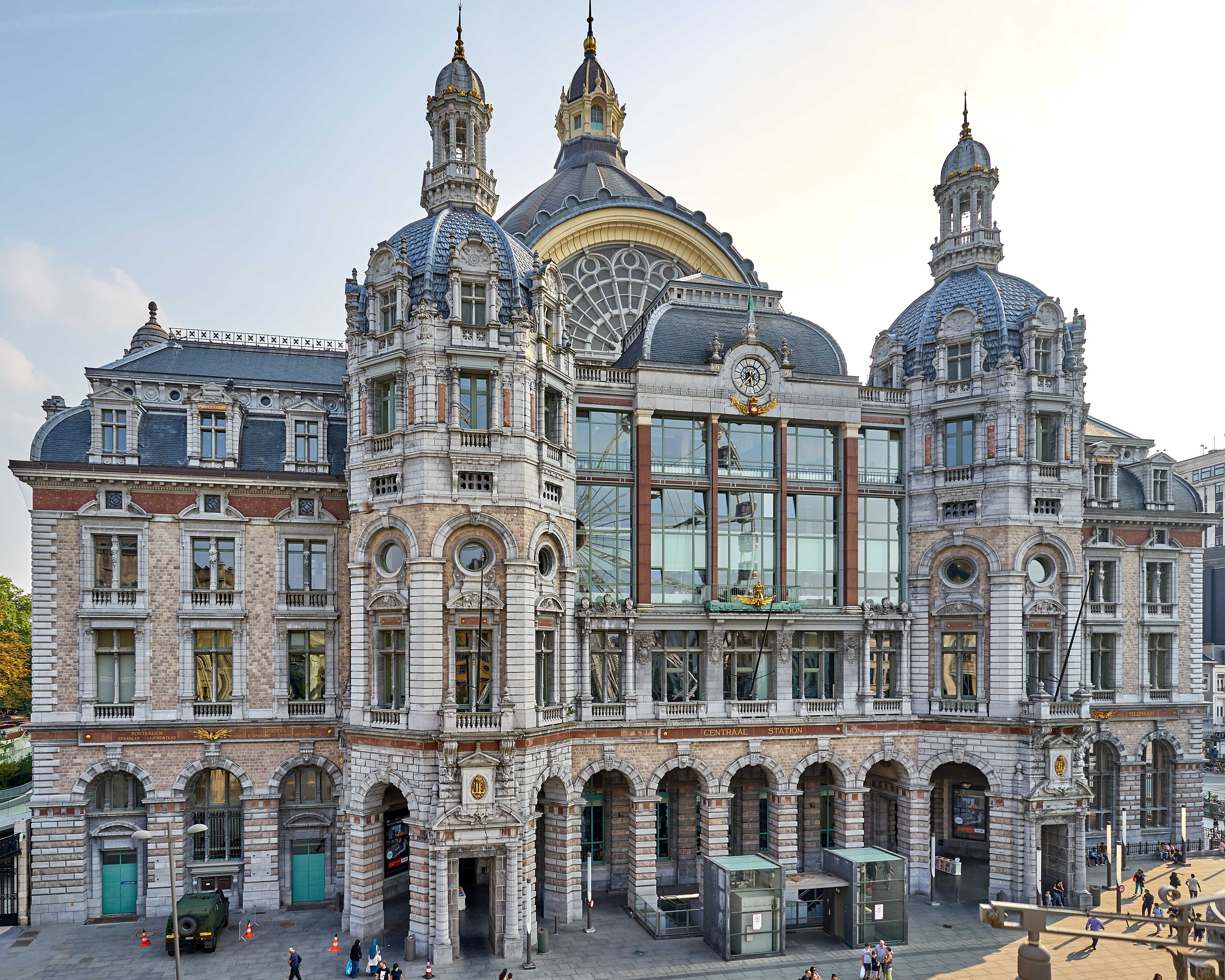
Anvers , capitale européenne de la jeunesse 2011 pour la Belgique.
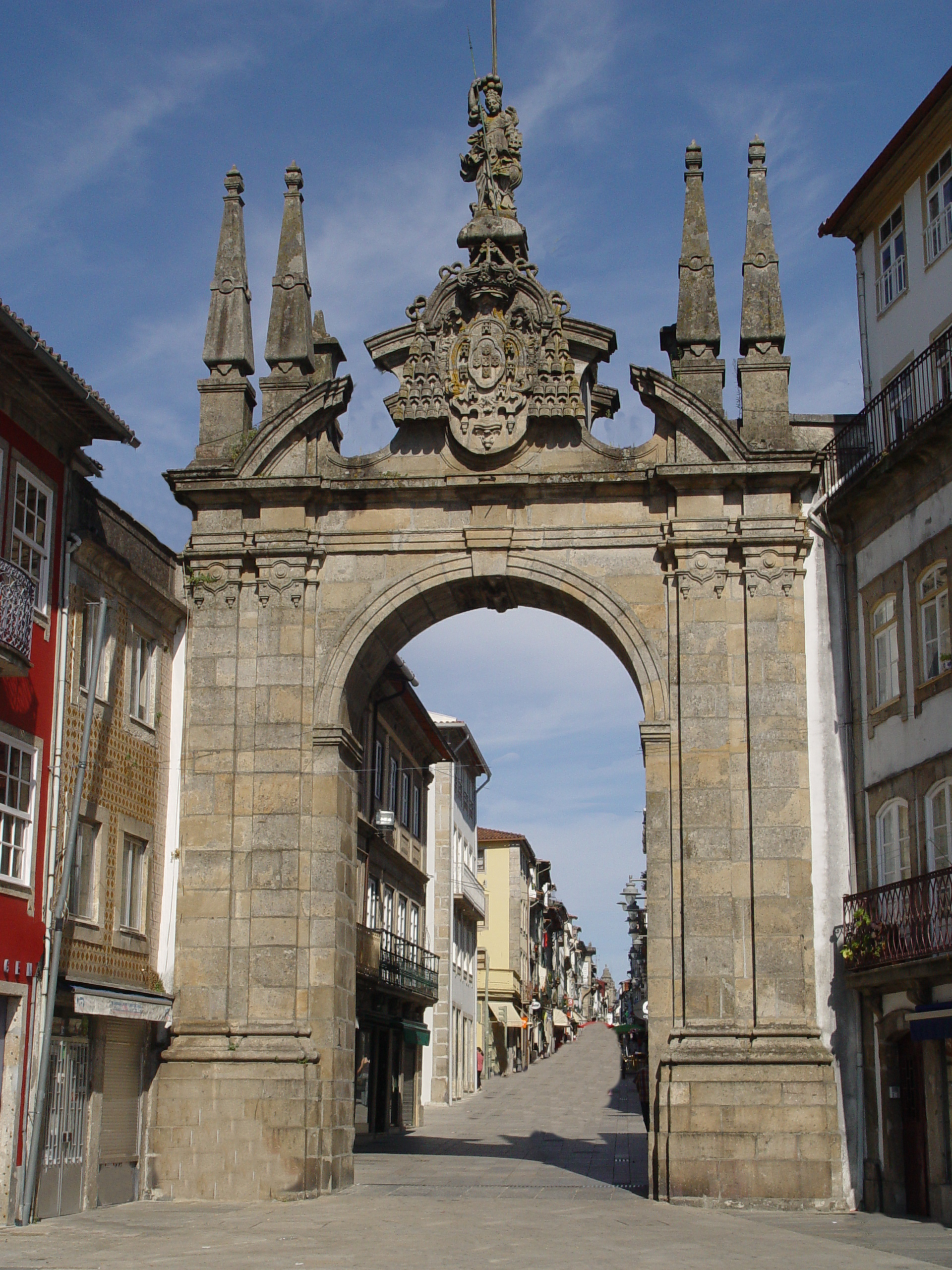
Braga , capitale européenne de la jeunesse 2012 pour le Portugal.
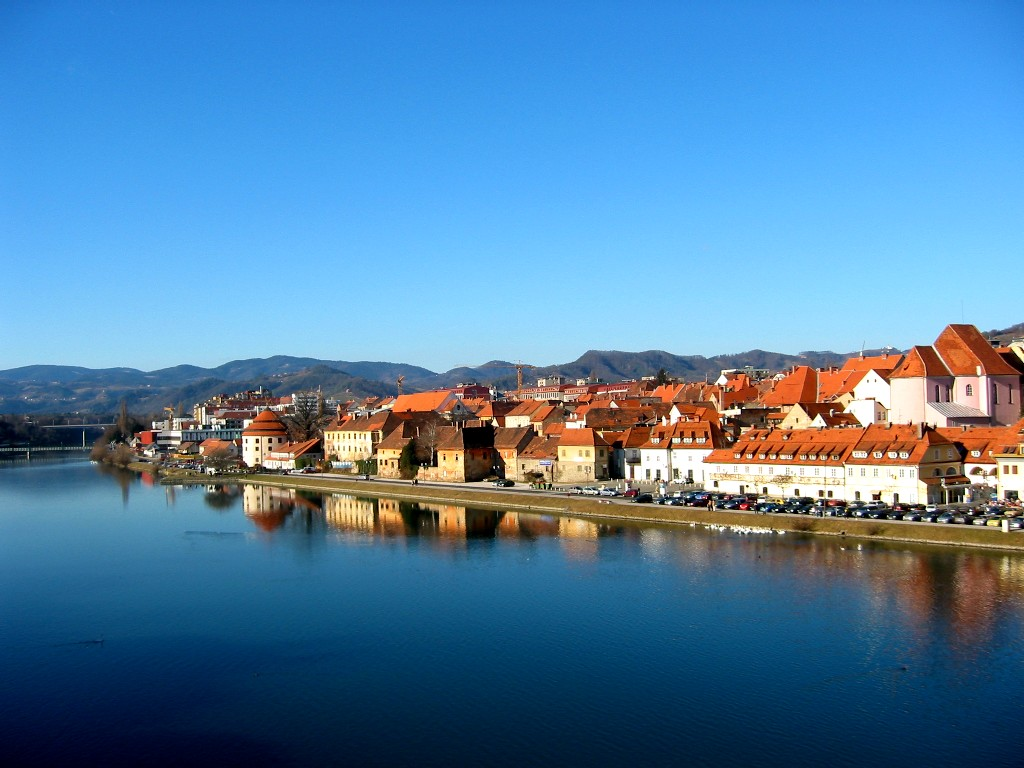
Maribor , capitale européenne de la jeunesse 2013 pour la Slovénie.
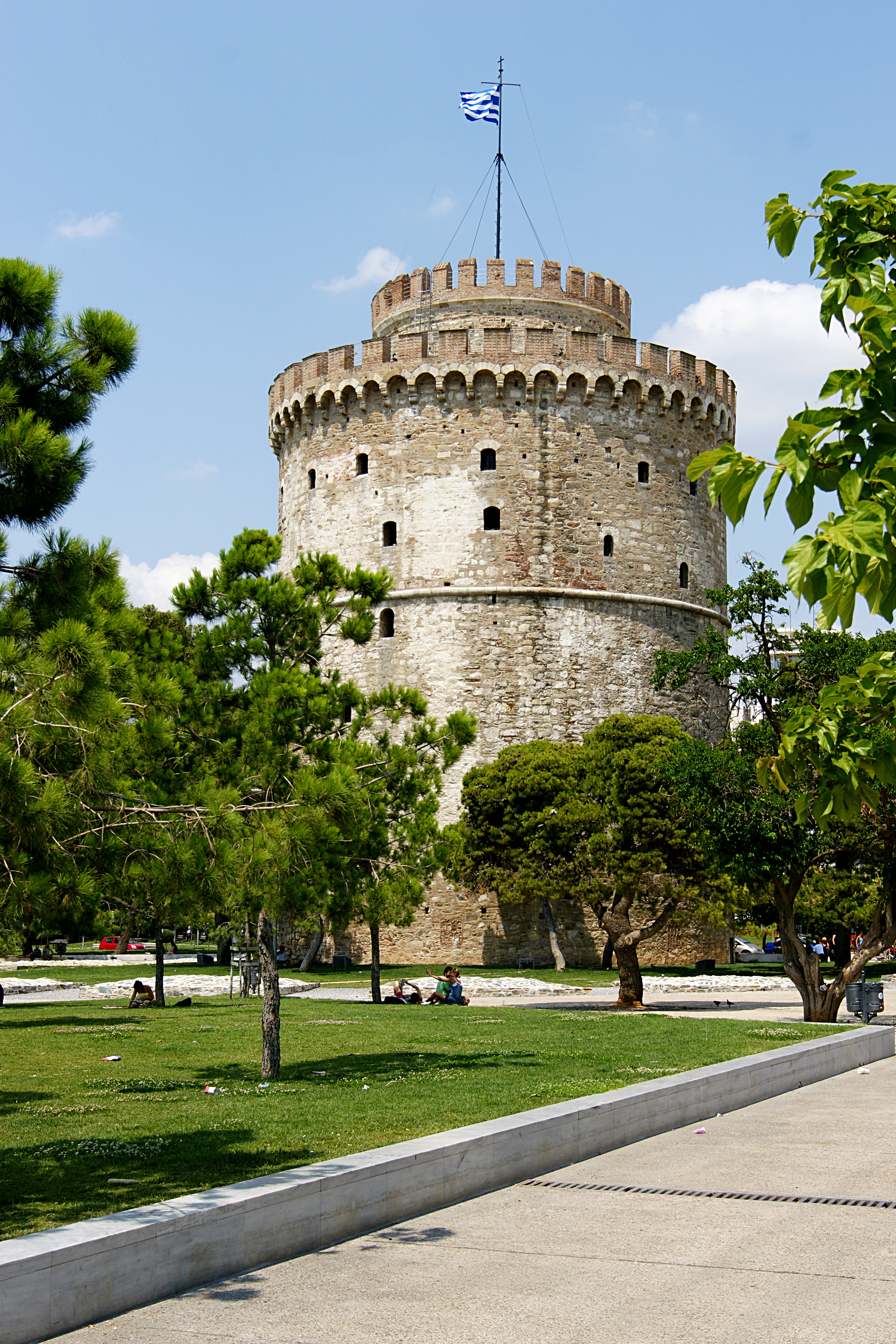
Thessalonique , capitale européenne de la jeunesse 2014 pour la Grèce.
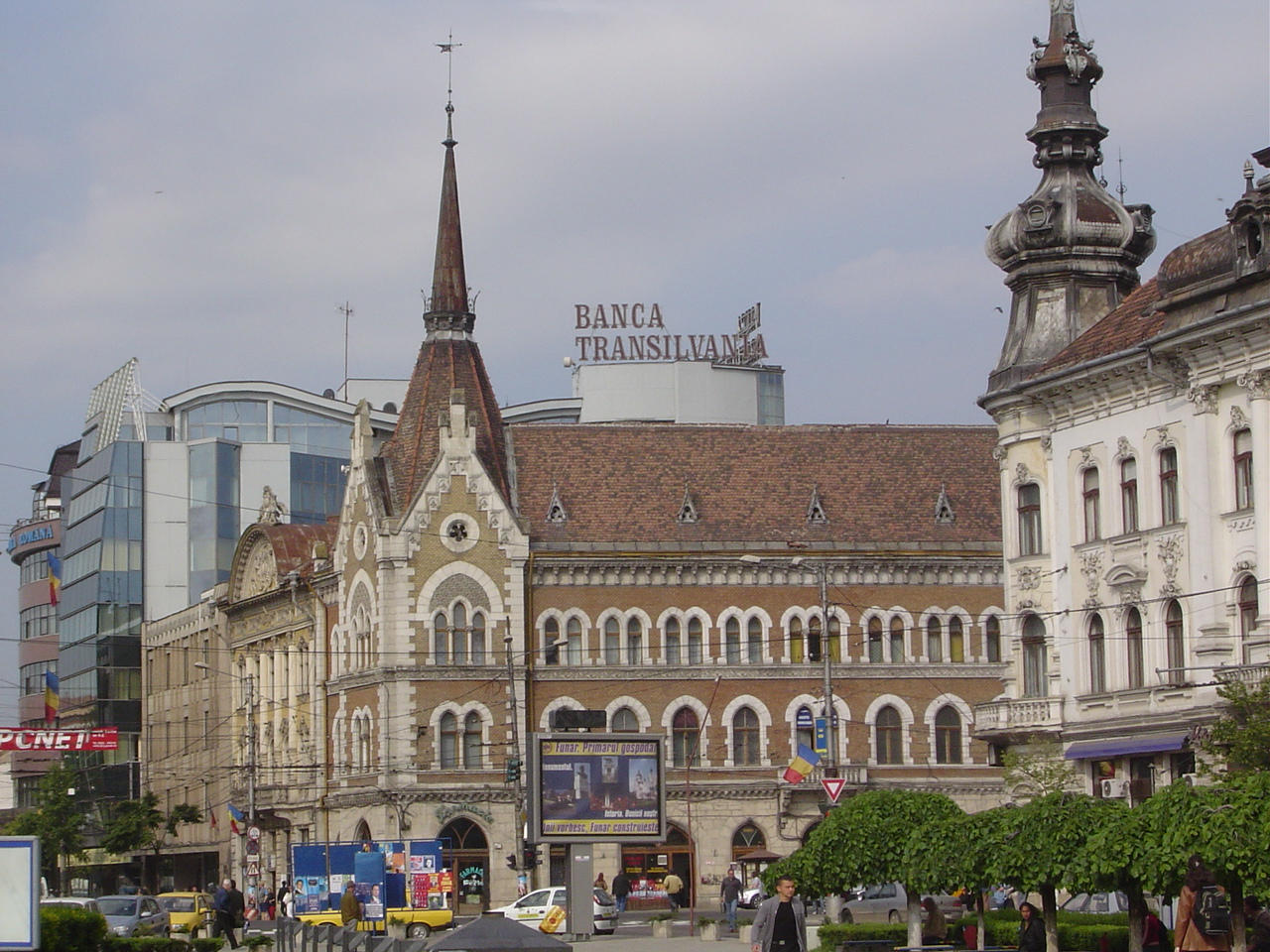
Cluj-Napoca , capitale européenne de la jeunesse 2015 pour la Roumanie.
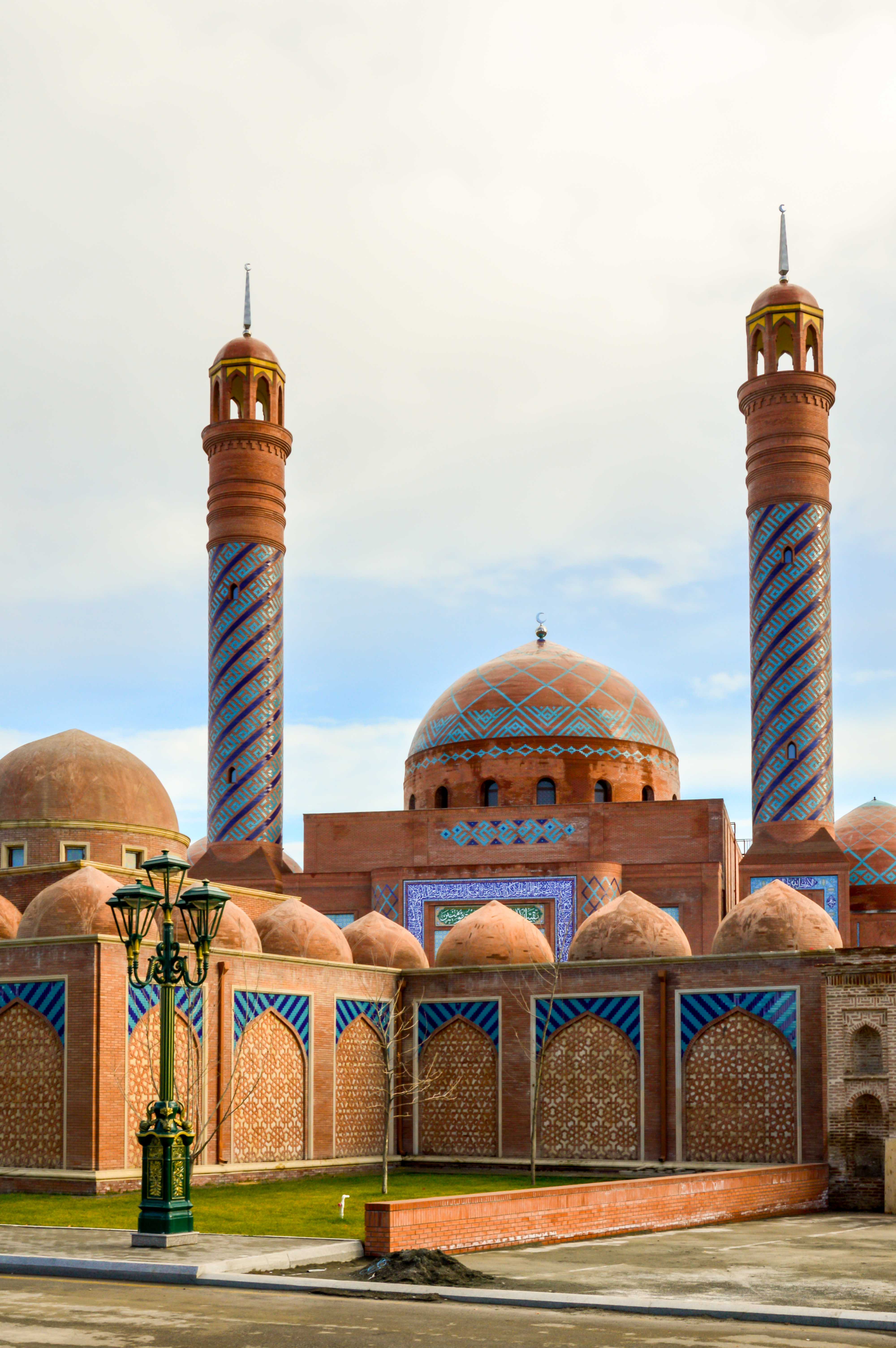
Gandja , capitale européenne de la jeunesse 2016 pour l'Azerbaïdjan.
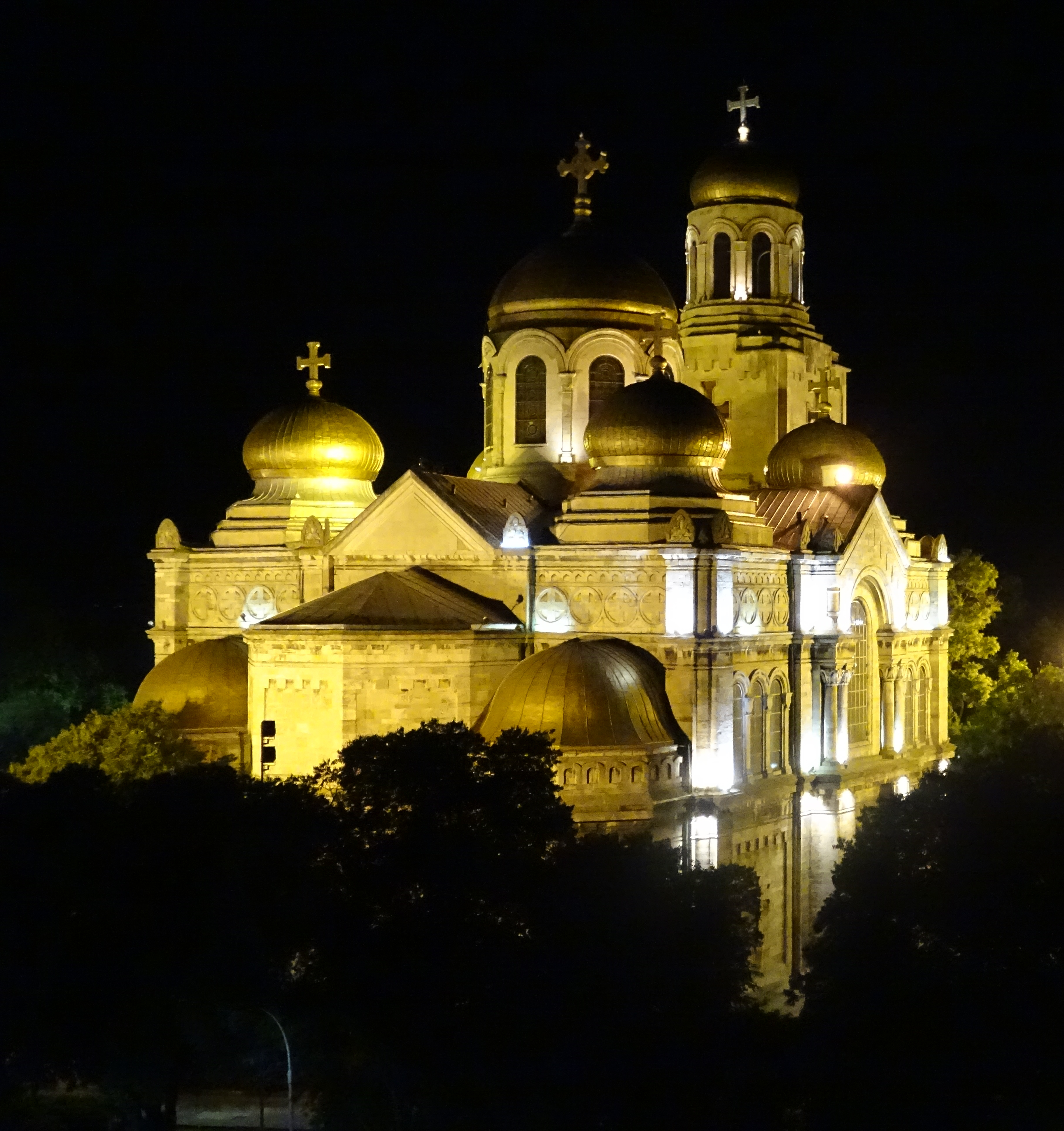
Varna , capitale européenne de la jeunesse 2017 pour la Bulgarie.
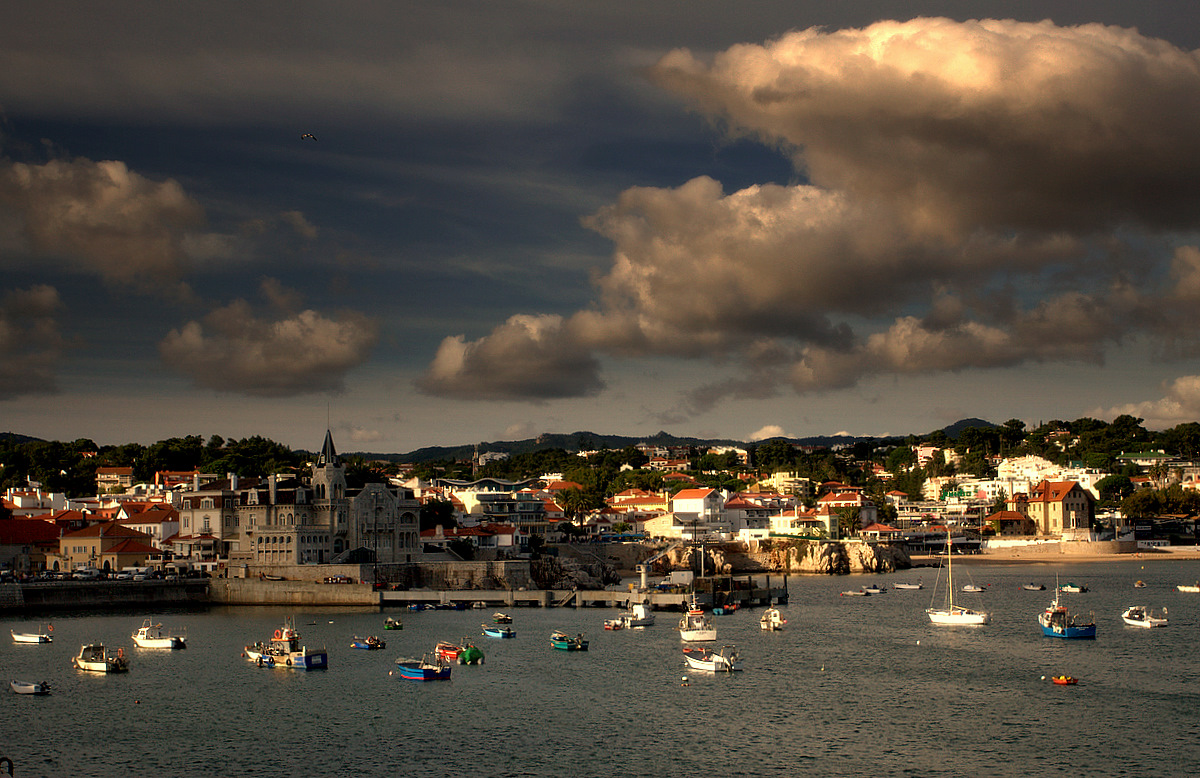
Cascais , capitale européenne de la jeunesse 2018 pour le Portugal.
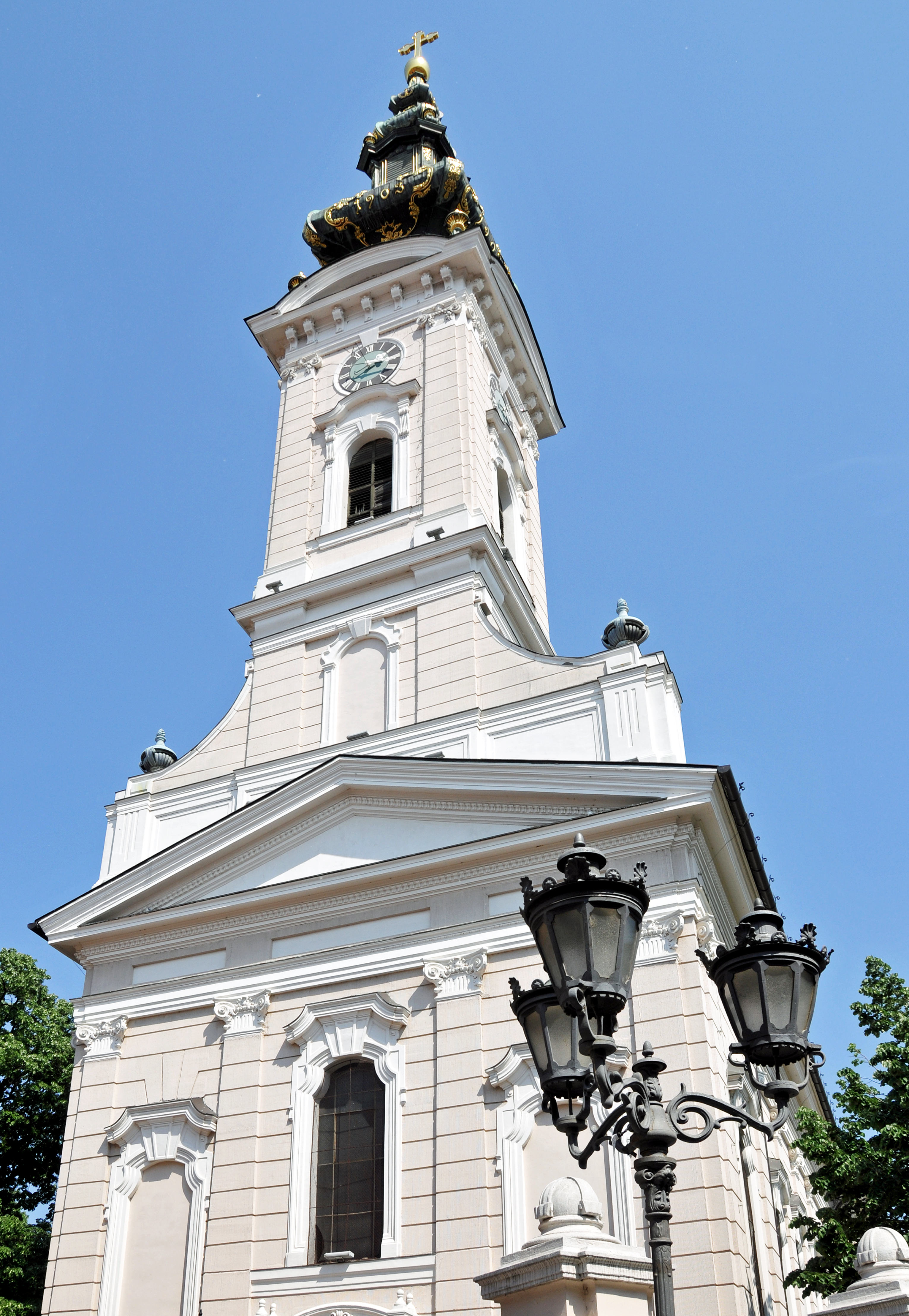
Novi Sad , capitale européenne de la jeunesse 2019 pour la Serbie.
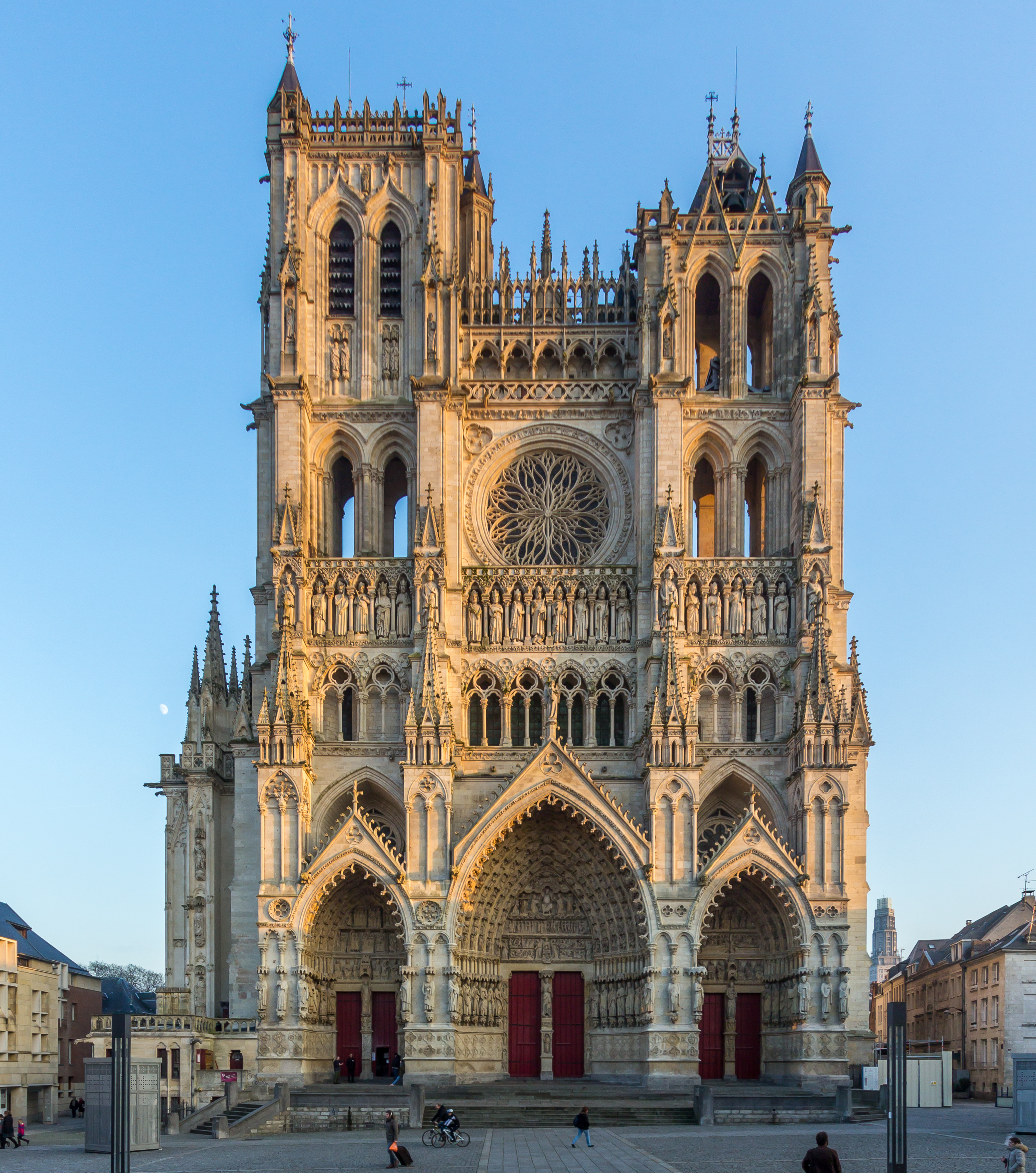
Amiens , capitale européenne de la jeunesse 2020 pour la France.
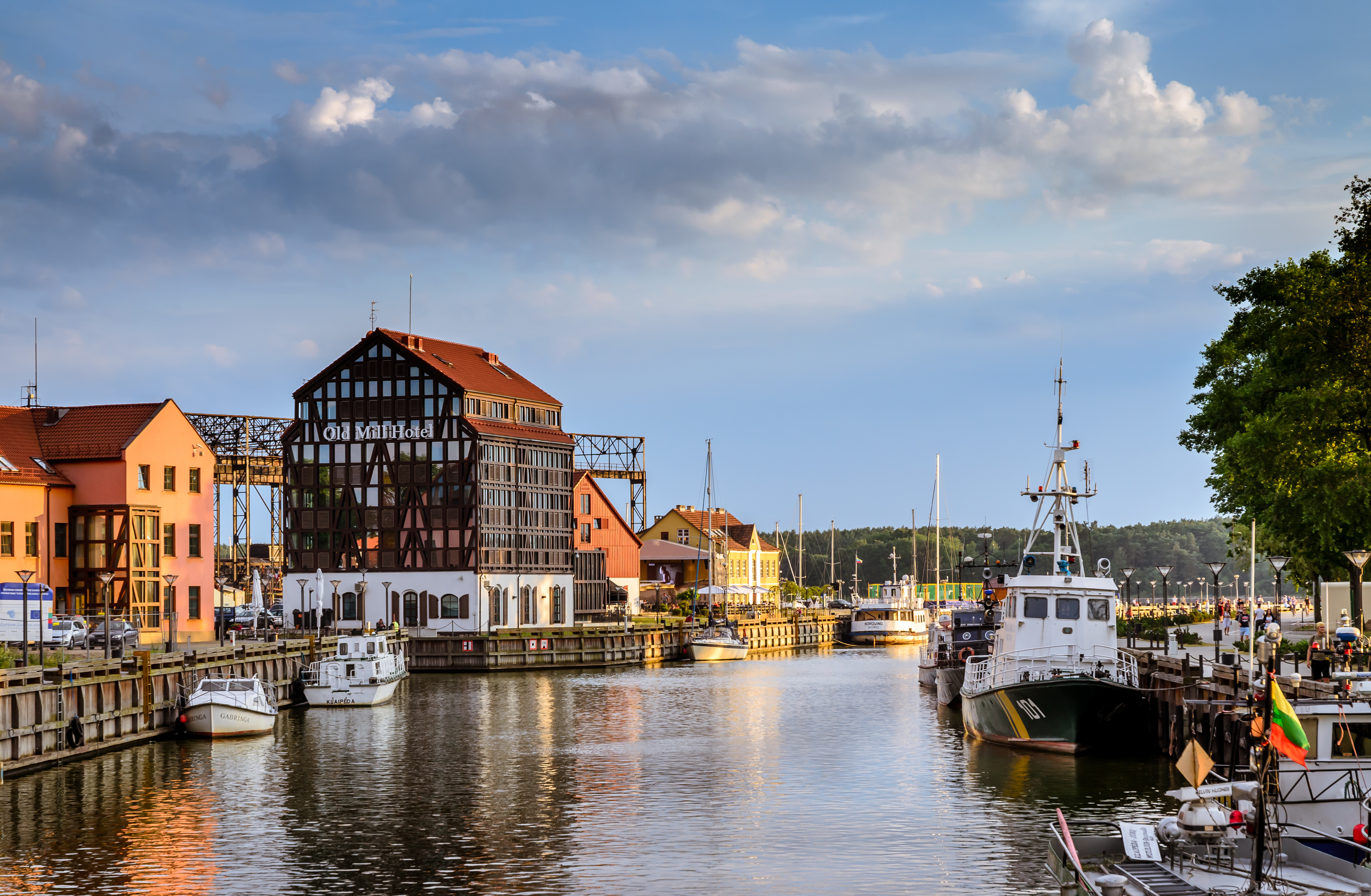
Klaipėda , capitale européenne de la jeunesse 2021 pour la Lituanie.
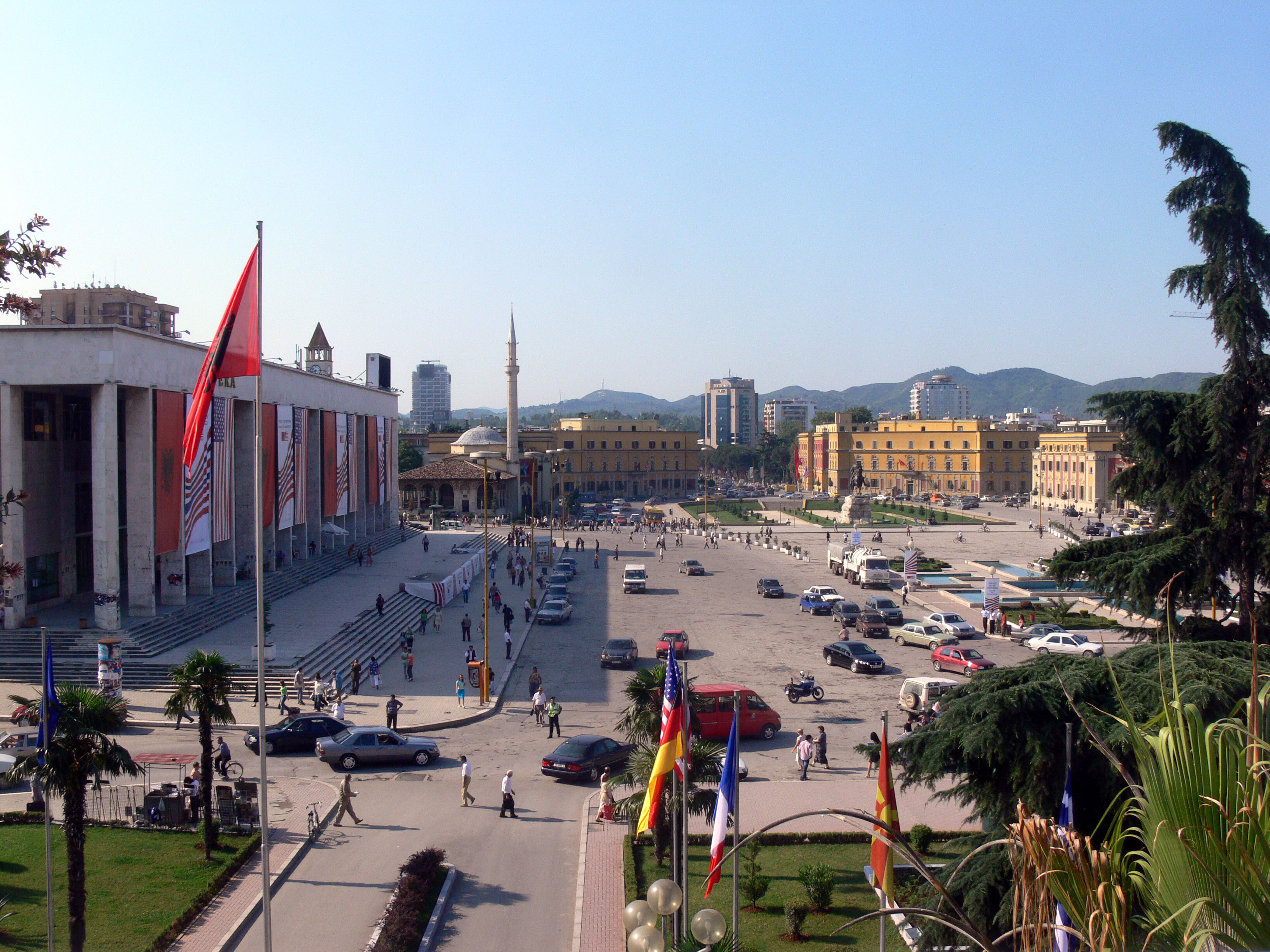
Tirana , capitale européenne de la jeunesse 2022 pour l'Albanie.
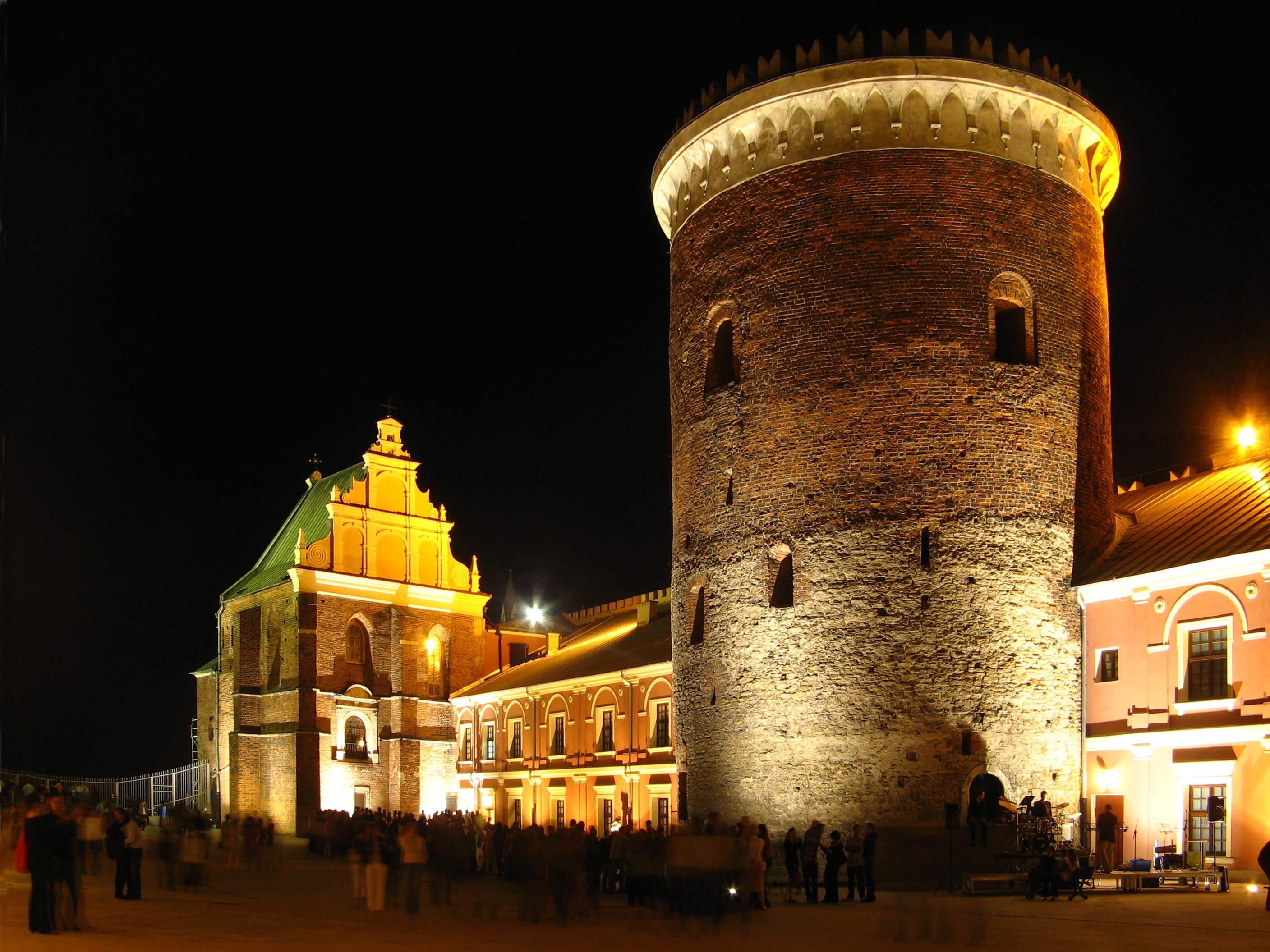
Lublin , capitale européenne de la jeunesse 2023 pour la Pologne.
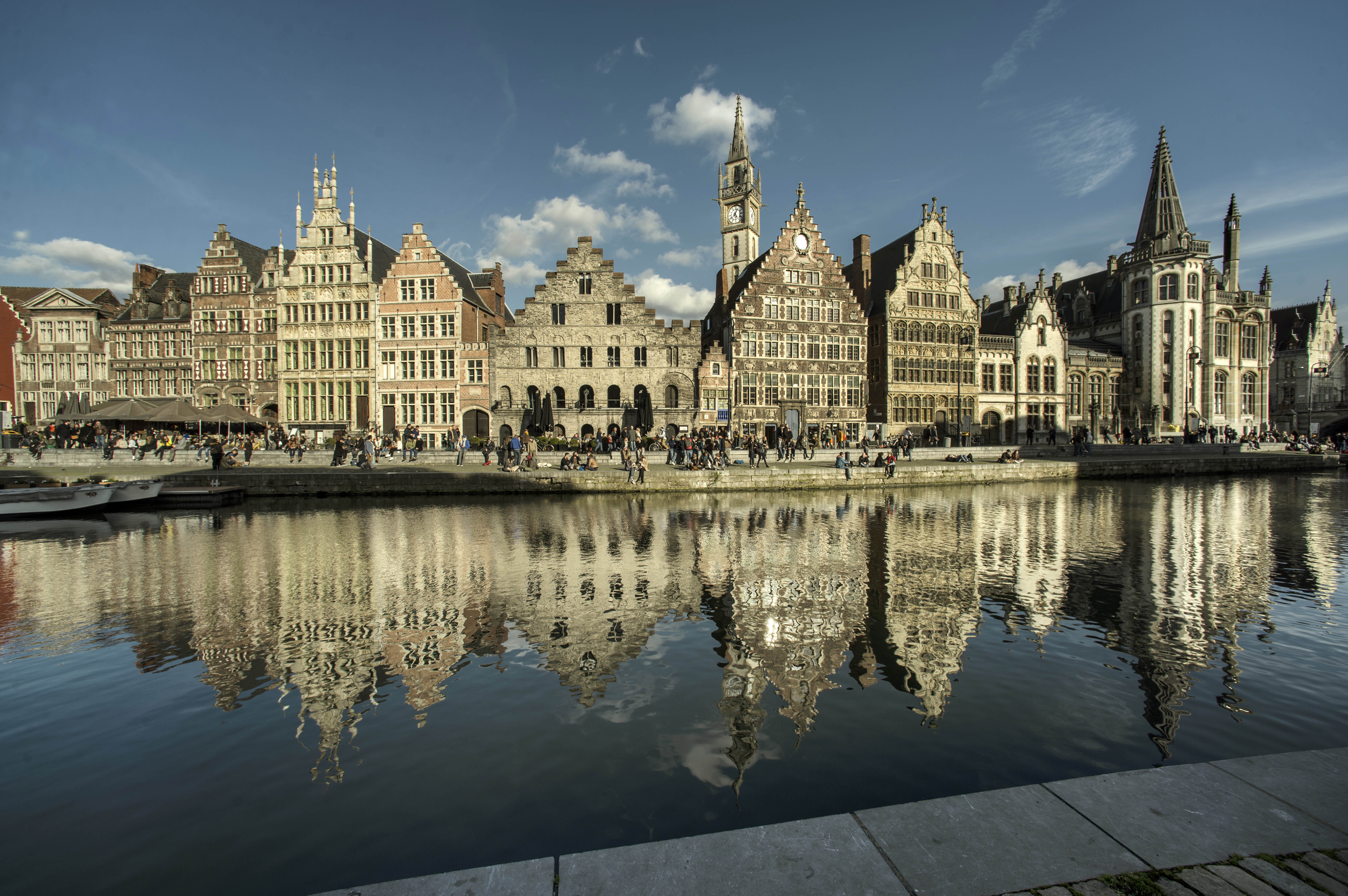
Gand , capitale européenne de la jeunesse 2024 pour la Belgique.
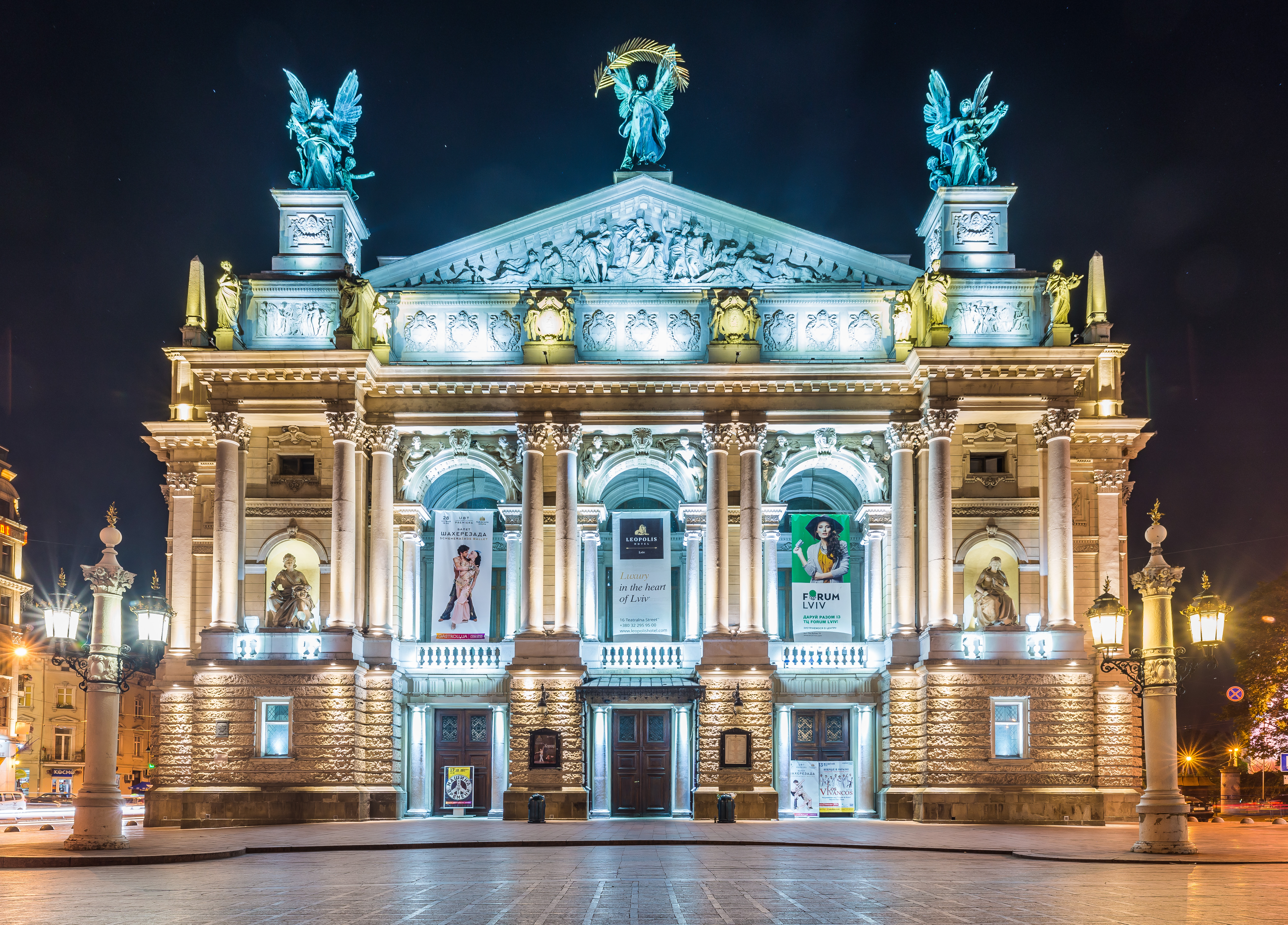
Lviv , capitale européenne de la jeunesse 2025 pour l'Ukraine.
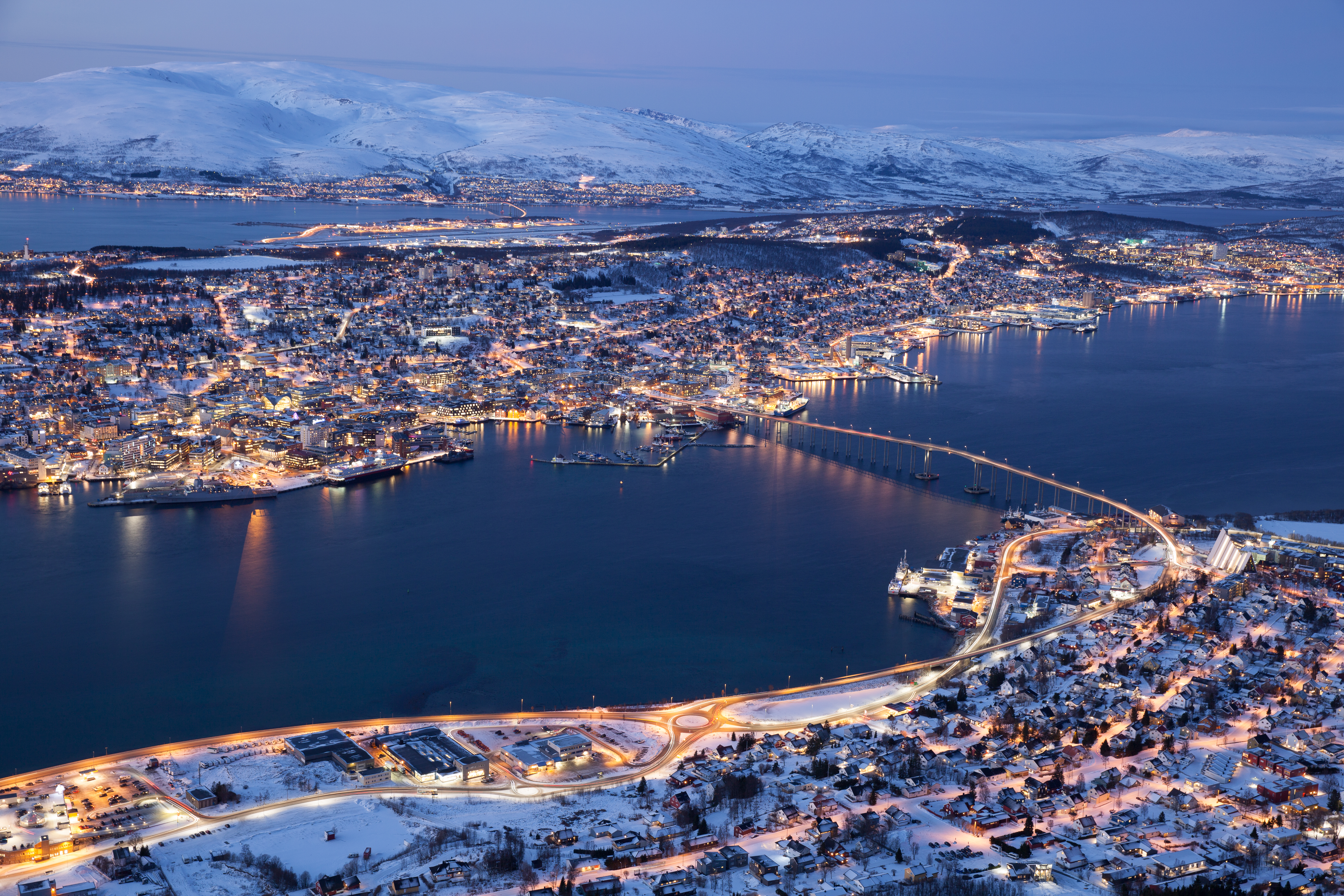
Tromsø , capitale européenne de la jeunesse 2026 pour la Norvège.

## Compléments